# Rue Vélasquez
Pour l’article homonyme, voir Avenue Vélasquez.
La rue Vélasquez (en occitan : carrièra Diego Velázquez) est une voie de Toulouse, chef-lieu de la région Occitanie, dans le Midi de la France.

## Situation et accès

### Description
La rue Vélasquez est une voie publique. Elle se trouve dans le quartier de Saint-Martin-du-Touch.
La chaussée compte, entre la route de Bayonne et le pont franchissant l'autoroute A624, une seule voie de circulation automobile à double-sens puis, jusqu'à la limite communale de Blagnac, une voie de circulation dans chaque sens. Elle appartient à une zone 30 et la vitesse y est limitée à 30 km/h. Il existe également, à partir du chemin de Laporte, une piste cyclable à double-sens.

### Voies rencontrées
La rue Vélasquez rencontre les voies suivantes, dans l'ordre des numéros croissants (« g » indique que la rue se situe à gauche, « d » à droite) :
1. Route de Bayonne
2. Impasse du Docteur-Joseph-Laurent (d)
3. Chemin de Laporte (g)
4. Route métropolitaine 901 - Fil d'Ariane (d)
5. Rue Vélasquez - Blagnac

### Transports
La rue Vélasquez n'est pas directement desservie par les transports en commun Tisséo. Il existe à proximité, le long de la route de Bayonne, des arrêts des lignes du Linéo L2 et du bus 63.
La station de vélos en libre-service VélôToulouse la plus proche de la rue Vélasquez est la station no 395 (face 1 rue René-Sentenac).

## Odonymie

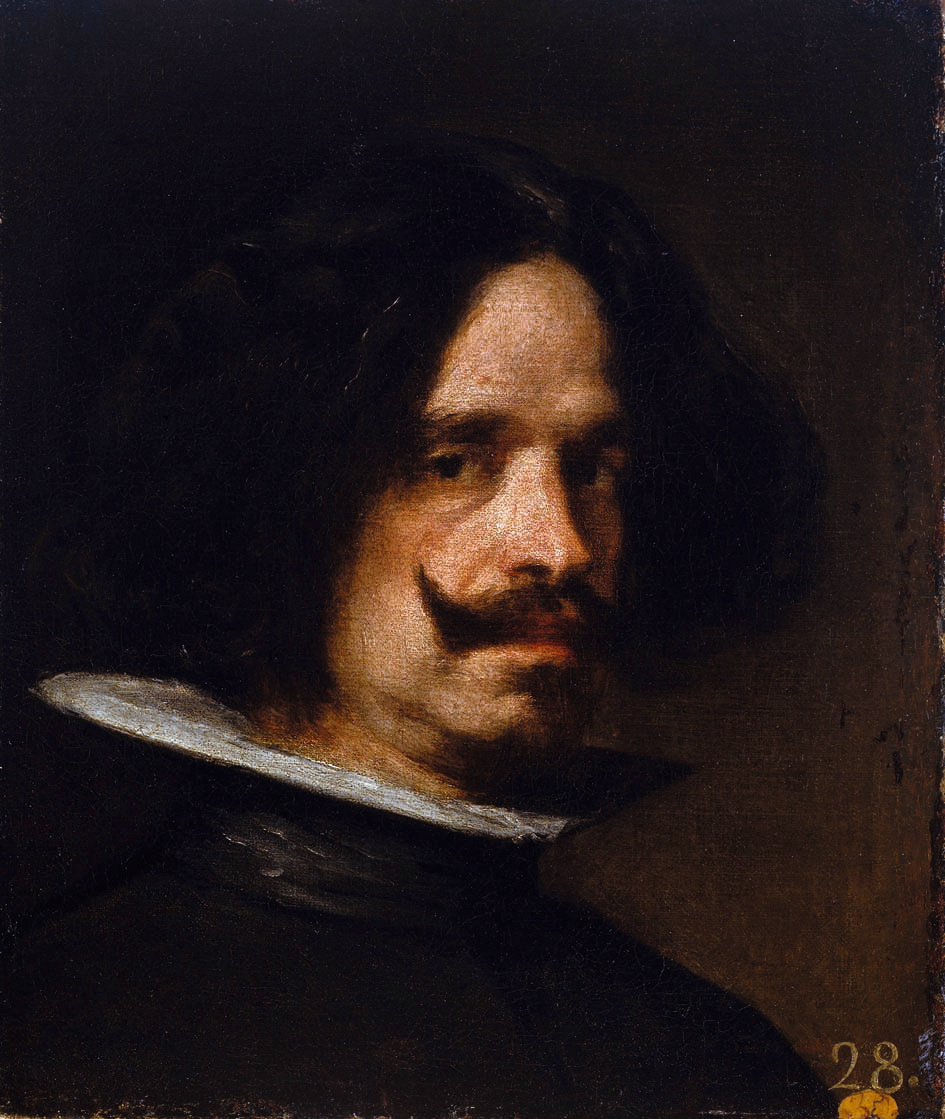
Autoportrait de Diego Vélasquez (1643, musée des Beaux-Arts de Valence).

La rue Vélasquez est la partie du chemin qui relie les deux noyaux villageois de Saint-Martin-du-Touch et de Blagnac – c'est d'ailleurs sous le nom de chemin de Saint-Martin-à-Blagnac qu'il est connu, dès le XVIIe siècle au moins. Au XIXe siècle, le chemin devient officiellement la rue de l'Église-de-Saint-Martin-du-Touch, puisqu'il se trouve à proximité de l'église paroissiale Saint-Martin (actuel no 144 route de Bayonne). En 1936, la municipalité lui attribue le nom de Charles Faur (1858-?) : cheminot et militant socialiste habitant le quartier, il est conseiller municipal de Toulouse entre 1925 et 1935, et vice-président de la Caisse des écoles,. Mais, le 12 avril 1947, il est finalement décidé d'effacer son nom et d'honorer le nom du peintre espagnol Diego Vélasquez (1599-1660).

## Patrimoine et lieux d'intérêt

### Maisons
- no  16 : maison (deuxième moitié du XIXe siècle)[5].
- no  34 : ferme (deuxième moitié du XIXe siècle)[6].
- no  98 : maison (deuxième moitié du XIXe siècle)[7].